# 北田瑠衣のゴルファーズサプリ
北田瑠衣のゴルファーズサプリ（きただるいのゴルファーズサプリ）は、2006年10月からKBCラジオで放送している、夕方の番組である。
パーソナリティは、福岡市出身のプロゴルファー北田瑠衣。

サブパーソナリティは、信川竜太（番組内ではキャディ役ということになっている）。

## 放送時間

### 現在の放送時間
- 日曜日：17:45～18:00(JST)（2007年4月～）

### 過去の放送時間
- 日曜日：17:45～18:00(JST)（2006年10月～2007年3月）

## 番組内容
番組の前半は、リスナーから寄せられたゴルフに関する相談事を北田が解決するコーナーで、後半は信川とゴルフに関する様々なトークをする番組。